# Colorete

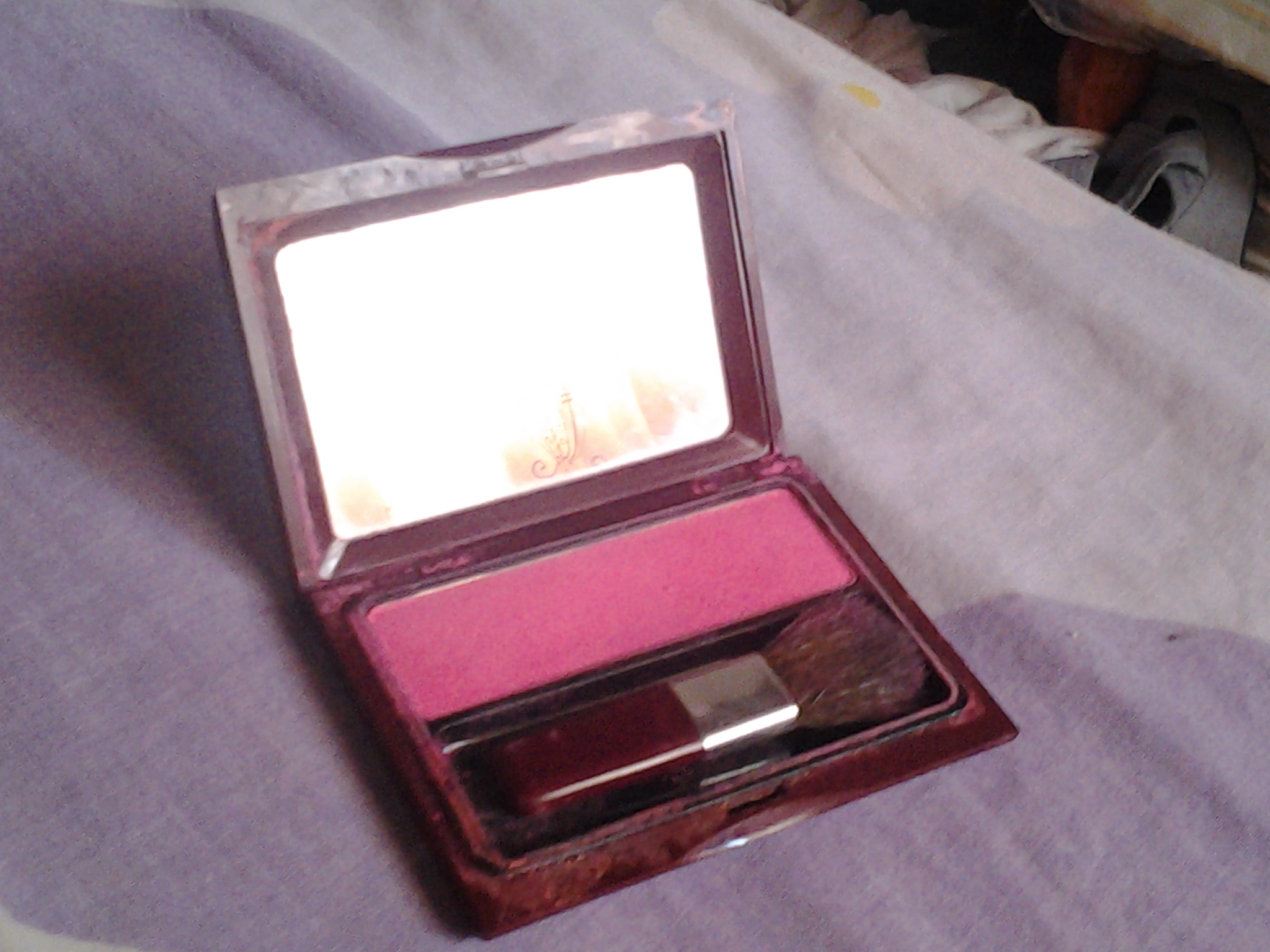
Un colorete compacto con espejo y pincel.

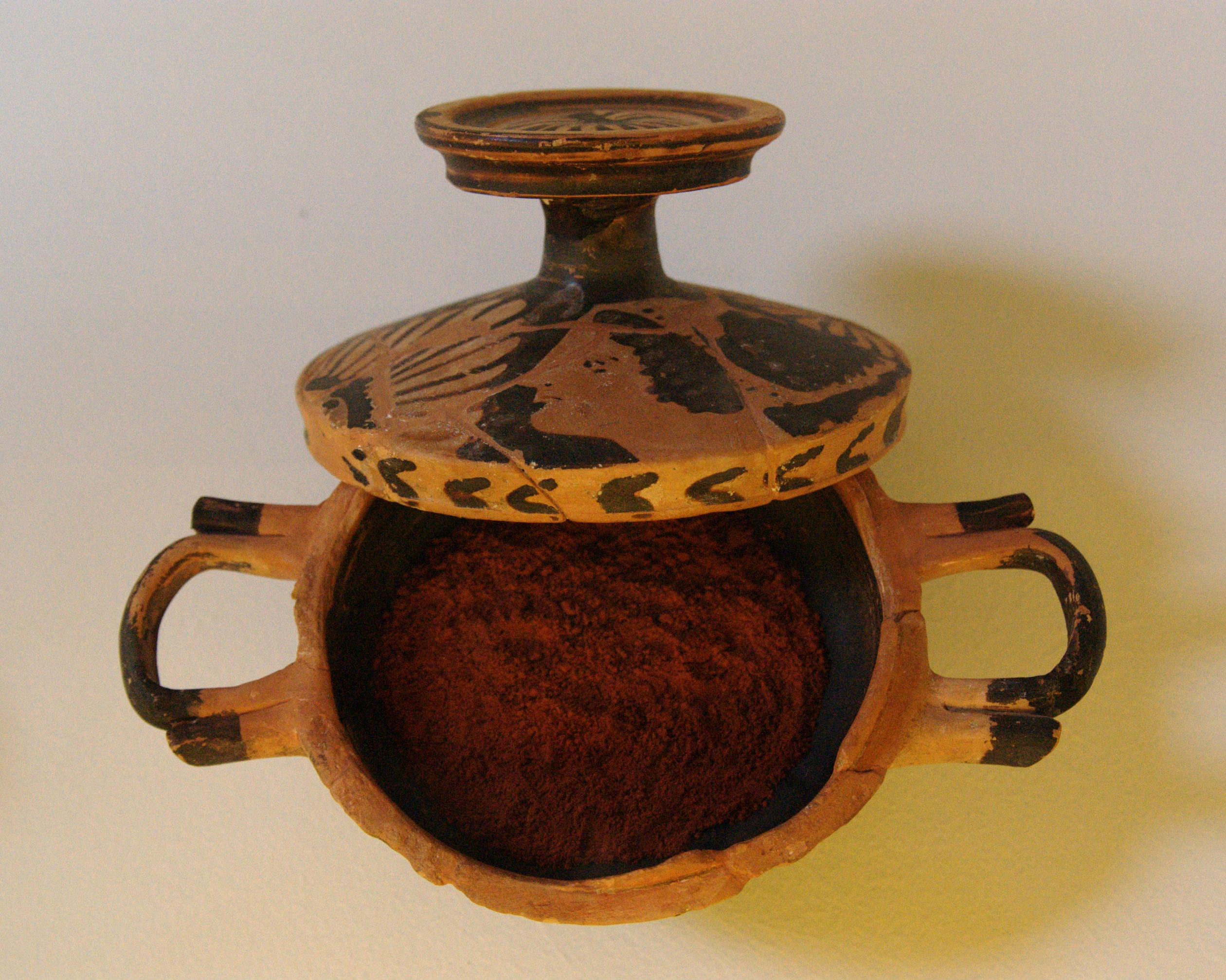
Colorete del Antiguo Egipto

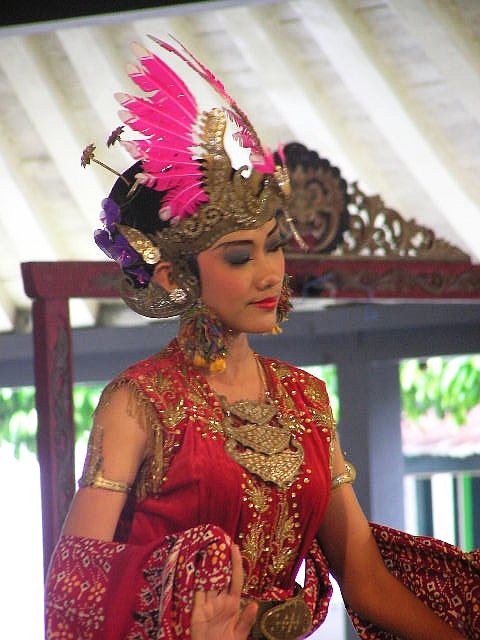
Maquillaje tradicional con colorete

El colorete o rubor es un cosmético para colorear las mejillas en una variedad de tonos, o los labios de rojo. Se aplica en forma de polvo, crema o líquido.

## Historia
Los antiguos egipcios eran conocidos por la creación de cosméticos, en particular por el uso del colorete. Las pictografías del antiguo Egipto muestran a hombres y mujeres usando colorete en labios y mejillas, quienes mezclaban grasa con ocre rojo para crear una mancha de color rojizo.
Los hombres y mujeres griegos imitaron eventualmente el aspecto, usando moras o fresas trituradas, jugo de remolacha roja o amaranto para crear una pasta roja. Quienes usaban maquillaje eran vistos como ricos y simbolizaba estatus pues los cosméticos eran costosos.
En la antigua China, el colorete se utilizaba ya en la dinastía Shang, elaborándose a partir del jugo extraído de las hojas de flores rojas y azules. Algunas personas añadían pulpa de bovino y páncreas de cerdo para hacer el producto más denso. Las mujeres usaban este intenso colorete rojo en las mejillas y los labios: en la cultura china, este color simboliza la buena suerte y la felicidad para quienes lo portan.
En la antigua Roma, hombres y mujeres creaban colorete usando plomo rojo y cinabrio. Se descubrió que la mezcla había causado cáncer, demencia y, finalmente, la muerte. Otras fuentes de colorete (materias primas) incluyeron malaquita y antimonio.
En el siglo XVI en Europa, mujeres y hombres usaban polvos blancos para aclarar su rostro. Por lo general, las mujeres también se añadían un colorete intenso en las mejillas.
Los estudios se han esforzado por investigar otras razones de por qué las personas eligen teñirse la cara con un tinte rojo y qué puede significar sonrojarse para los demás. El rubor, reacción natural del cuerpo ante sentimientos de vergüenza o culpa, suele ir seguido de un color rojizo en las mejillas de las personas cuyos cuerpos reaccionan de esa manera. Esta reacción puede estar asociada a diferentes tendencias morales y humanas como la prosocialidad y el compromiso con las relaciones sociales. Las emociones son reacciones involuntarias e instantáneas, y por eso son bastante fiables. Sabiendo esto, los investigadores han utilizado las emociones sociales para comprender cómo los humanos señalan intenciones prosociales. La vergüenza, que a menudo va acompañada de enrojecimiento de la cara, ahora puede considerarse un indicador de un comportamiento prosocial.

## Uso contemporáneo
El colorete moderno generalmente consiste en un polvo a base de talco de color rojo que se aplica con una brocha en las mejillas para acentuar la estructura ósea. El colorante suele ser pétalos de cártamo o una solución de carmín en hidróxido de amonio y agua de rosas perfumada con aceite de rosas. Una variante del colorete a base de crema es la schnouda, una mezcla incolora de aloxana con crema fría, que también tiñe la piel de rojo.
El rubor se elabora en forma de crema, líquido, polvo o gel.